# 퍼제스트
퍼제스트(Possessed)는 미국에서 제작된 클래런스 브라운 감독의 1931년 드라마, 멜로/로맨스 영화이다. 조앤 크로퍼드 등이 주연으로 출연하였고 클래런스 브라운 등이 제작에 참여하였다.

## 출연

### 주연
- 조앤 크로퍼드
- 클라크 게이블

### 조연
- 월리스 포드
- 리처드 스키츠 갤러거
- 프랭크 콘로이
- 마저리 화이트
- 존 밀잔
- 클래라 블랜딕
- 잭 백슬리
- 웨이드 보텔러
- 앙드레 슈롱
- 지노 코라도
- 장 델발
- 베스 플라워스
- 프레드 말라테스타
- 잭 페닉
- 조앤 스탠딩
- 래리 스티어스
- 바버라 테넌트
- 빌헬름 폰 브린켄
- 월터 워커

## 제작진
- 의상: 에이드리안